# ペ・スジ
ペ・スジ（英: Bae Suzy、朝: 배수지、漢: 裵秀智、1994年10月10日 - ）は、韓国の女優、歌手、タレント。2017年に解散したガールズグループmiss Aの元メンバー。
光州直轄市（現・光州広域市）北区出身。マネジメントSOOP所属。

## 人物
「国民の妹」や「国民の初恋」の代名詞で親しまれる。清楚なイメージからCMクイーンとしても名を馳せ、2013年にはCM契約だけで22本、推定100億ウォンに達していると話題になった。
ファッションアイコンとしても注目され、ブランドのアンバサダーやファッション雑誌の表紙を務めることが多い。ファッションブランド『ディオール』や化粧品ブランド『ランコム』のアンバサダーを務めている。

## 経歴

### 生い立ち
1994年10月10日、光州直轄市（現･光州広域市）北区に生まれる。テコンドーの師範である父親の元、厳格な家庭で育てられた。自身もテコンドー2段の段位を持つ。小学4年生の時、女性歌手のBoAに影響を受けて歌とダンスが好きになり、芸能人になることを夢見るようになった。中学生の時にはダンスチームに所属し、厳しいレッスンを受けていた。
2009年、中学3年生の頃に、Mnetのオーディション番組『スーパースターK』の光州予選に参加したところ、JYPエンターテインメントの関係者にスカウトを受けた。後にオーディションを受けて合格し、練習生となった。入所した当初は週末ごとに光州からソウルまで通ってレッスンを受けていた。

### Miss A時代

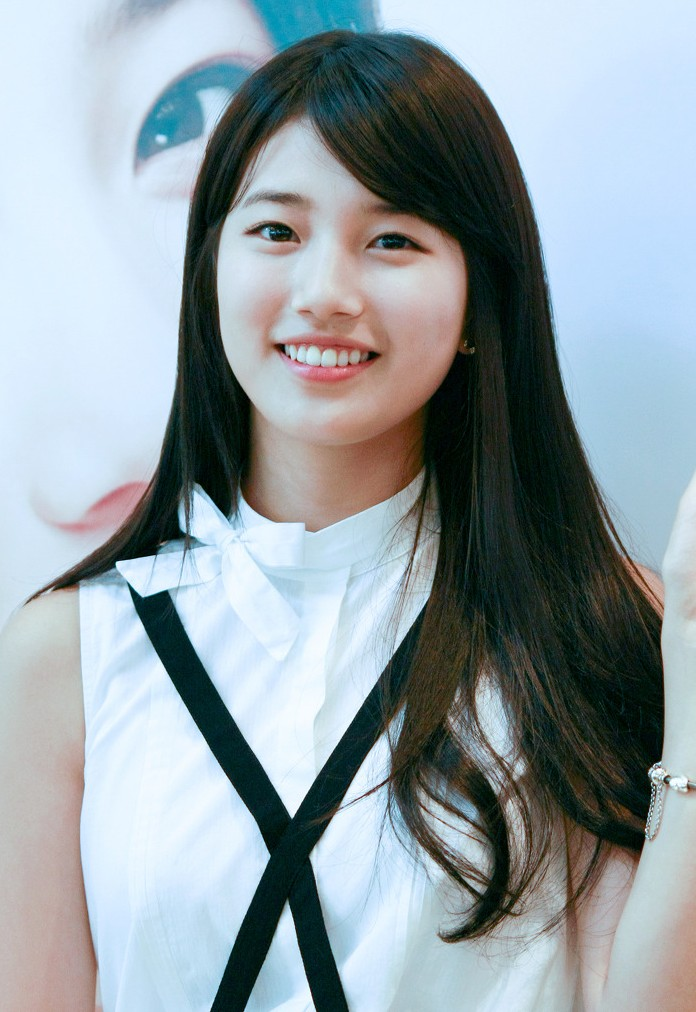
2012年

2010年7月1日、1年あまりの練習生生活を経て16歳の時に、4人組ガールズグループMiss Aのメンバーとしてデビュー。デビュー曲である『Bad Girl Good Girl』は音源チャートで1位を獲得し、同グループはその年の大賞などを受賞した。
2010年10月から、SHINeeのオニュ・ミノ、T-ARAのジヨンと共にMBC『ショー! 音楽中心』の司会者を務め、個人での芸能活動を開始。
2011年1月から、KBSのドラマ『ドリームハイ』にヒロイン役で出演し、女優デビューを果たした。本作は最高視聴率20%を記録して反響を呼び、また自身が歌った挿入歌『겨울 아이（冬の子ども）』も人気を得た。同年に本楽曲でKBS演技大賞女性新人賞を受賞した。
同年10月、『ショー! 音楽中心』を降板し、翌月からKBSのバラエティ番組『青春不敗2』にレギュラー出演。
2012年3月、映画『建築学概論』のヒロイン役での演技が評判となり、その愛らしさから「国民の初恋」と呼ばれるようになった。
2013年2月7日、ソウル公演芸術高等学校を卒業。
2016年1月、EXOのベクヒョンとデュエット曲『Dream』を発表し、所属事務所の垣根を超えたコラボレーションが実現。
2017年1月24日、ソロアルバム『YES? NO?』をリリースし、ソロデビューを果たす。
同年、ファンタジーサスペンスドラマ『あなたが眠っている間に』でイ・ジョンソクと共に主演を務め、SBS演技大賞で女性最優秀演技賞、ベストカップル賞を受賞。

### Miss A解散後

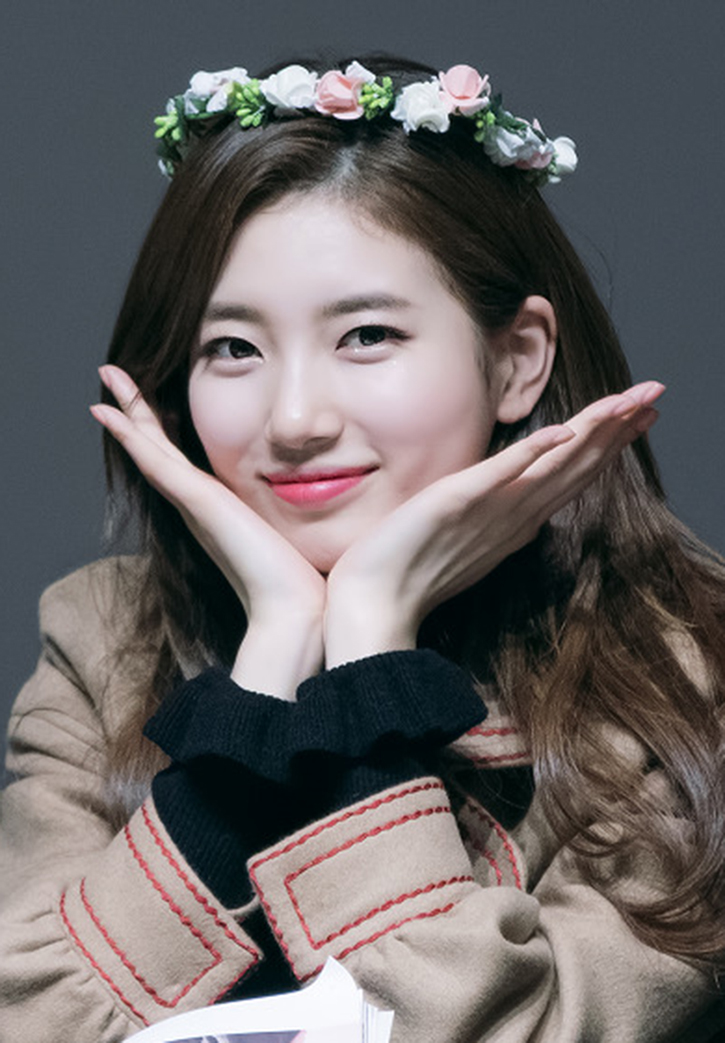
2018年

2017年12月27日、Miss Aが解散。ソロとしてJYPエンターテインメントととの契約を更新するも、2年後の2019年3月31日に同事務所を退所。翌月に俳優に軸を置いた事務所であるマネジメントSOOPへ移籍した。
2018年9月、ランコムのアジアのミューズに日本の戸田恵梨香や中国の周冬雨らと共に選ばれ、グローバルキャンペーンに参加する。
2019年のドラマ『バガボンド』では、国家機密のエージェント、コ・ヘリを演じ果敢なアクションにも挑戦した。
2020年、ドラマ『スタートアップ: 夢の扉』でスティーブ・ジョブズを目指し起業する主人公を演じる。同作はNetflixで世界に同時配信され、海外からも高い注目を集める。
2022年2月17日、シングル『Satellite』をリリースし、4年ぶりに歌手活動を再開させた。

## 支援活動
デビュー以来寄付活動を続けており、2014年に起きたセウォル号沈没事故では被害者のために5000万ウォンを寄付した。2015年には高額寄付者の集まりであるオーナーソサエティーの会員となる。2015年には慰安婦被害者の人生から花をデザインした社会的企業MARYMONDのスマホケースを持っていることが話題になり売り切れにもなった。2016年から、地元である光州北区の低所得層支援「呼び水助け合い」会員にも登録。臓器寄贈団体を通して難病や小児がん患者など治療費の支援を続けている。2017年には、経済的に厳しい故郷の中学生のために全羅南道宝城の中学校制服支援1000万ウォンを寄付した。2020年8月には集中豪雨の被災者のため希望ブリッジ全国災害救援協会を通して1億ウォンを寄付。さらに新型コロナウイルスと関連し低所得層支援のために国際救護開発NGO・GOOD NEIGHBORSを通して1億ウォンを寄付した。多くが寄付した団体や行政が公表したもので、事務所を通さず個人で続けている。

## 音楽作品

### レコード
- 2010年「This Christmas (with. JYP Nation)」
- 2012年「이 노래가 끝나기 전에」（JJプロジェクトへのフィーチャリング）
- 2012年「나쁜 짓 안 할게요」（B1A4へのフィーチャリング）
- 2012年「Win The Day (with. Team s3)」
- 2012年「Fly High (with. Miss A)」
- 2012年「클래식」
- 2012年「Moment」
- 2012年「사랑한다면 밖으로 나와」

### OST
- 2011年「ドリームハイ」OST「드림하이」「겨울아이」
- 2011年「私も花!」OST「눈물이 많아서」
- 2012年「ドリームハイ2」OST 「You are my star」
- 2012年「ビッグ 〜愛は奇跡〜」OST「그래도 사랑해」
- 2013年「九家の書」OST「나를 잊지 말아요」
- 2016年「むやみに切なく」OST「Ring my bell」「좋을땐」
- 2017年「あなたが眠っている間に」OST「I Love You Boy」「듣고 싶은 말」
- 2020年「START-UP」 OST「My Dear Love」

### デジタルシングル
- 2016年「Dream」（EXOベクヒョンとのデュエット曲）[26]
- 2022年「Satellite」
- 2022年「Cape」

## 出演作品

### 映画
- 2011年「안녕」
- 2012年「建築学概論」- 過去のソヨン役
- 2015年「花、香る歌」- チン・チェソン役
- 2019年「白頭山大噴火」- チェ・ジヨン役
- 2024年「ワンダーランド」- ジョンイン役

### テレビドラマ
- 2011年 KBS2「ドリームハイ」- コ・ヘミ役
- 2012年 KBS2「ビッグ〜愛は奇跡＜ミラクル＞〜」- チャン・マリ役
- 2012年 KBS2「ドリームハイ2」- コ・ヘミ役
- 2013年 MBC「九家の書〜千年に一度の恋〜」- タム・ヨウル役
- 2014年 SBS「星から来たあなた」第17話 - コ・ヘミ役（カメオ出演）
- 2016年 KBS2「むやみに切なく」- ノ・ウル役
- 2017年 SBS「あなたが眠っている間に」- ナム・ホンジュ役
- 2019年 SBS「Vagabond/バガボンド」- コ・ヘリ役
- 2020年 tvN「スタートアップ: 夢の扉」- ソ・ダルミ役
- 2022年 Coupang Play「Anna」- イ・ユミ / イ・アンナ役
- 2023年 Netflix 「イ・ドゥナ！」- イ・ドゥナ役[27]

### バラエティ
- 2010年 - 2011年 MBC「ショー! 音楽中心」MC
- 2011年 - 2012年 KBS2「青春不敗2」
- 2012年 XTM「수수커플 인 뉴질랜드」
- 2012年 온스타일「스타일로그-탐나는 라이프」

### 司会
- 2011年  Mnet 20's Choice
- 2012年 第26回ゴールデンディスク
- 2012年 第21回ハイウォンソウル歌謡大賞
- 2012年 M! Countdownハロージャパン
- 2012年 第18回韓国ミュージカル大賞
- 2012年 MBC 大学歌謡祭 12
- 2012年 KBS 芸能大賞
- 2012年 SBS 歌謡大典
- 2013年 第22回ソウル歌謡大賞
- 2013年 コリアンミュージックウェーブ in バンコク
- 2013年 ソウルドラマアワード2013

### ミュージックビデオ
- 2010年「This Christmas」- JYP Nation
- 2011年「ドリームハイ」
- 2011年「美しくて憎かった」- ソン・ホヨン
- 2012年「Win The Day」- Team S3
- 2012年「クラシック」
- 2012年「Come Out If You Love Me」

### 広告
- 2011年 ピンボール「バックパック」
- 2011年 パンドラジュエリー
- 2011年 시롤리타 향수
- 2012年 有限キンバリーティエン 10代の化粧品
- 2012年 ドミノピザ（チョン・イルと共演）
- 2012年 エネルギー節約キャンペーン（パク・ジソンと共演）
- 2012年 デンマーク「ドリンキングヨーグルト」（イ・ヒョンジンと共演）
- 2012年 カリビアン・ベイ（2PMと共演）
- 2012年 エバーランド「ホラーメイズ」（2PMと共演）
- 2012年 サドンアタック2.0
- 2012年 ピンボール「アウトドア」（キム・スヒョンと共演）
- 2012年 リーボック（パク・ジニョン、ウヨン、テギョンと共演）
- 2012年 キヤノン
- 2012年 ノウシンスミチップ
- 2012年 任天堂「スーパーマリオブラザーズ2」（ハハと共演）
- 2012年 スマート学生服（B1A4と共演）
- 2013年 ロエム
- 2013年 郵便局預金保険
- 2013年 廣東製薬「ビタ500」
- 2013年 サムスン「ギャラクシー・ポップ」
- 2013年 スワロフスキー
- 2013年 ザ・フェイスショップ
- 2013年 CJ 제일제당 백설 자일로스
- 2013年 LG生活健康「オン·ザボディ」
- 2013年 MLB

## 受賞歴

### 音楽賞
- 2016年「Mnet Asian Music Awards」- ベストコラボレーション賞（EXOベクヒョン & miss Aスジ「Dream」）[26]
- 2016年「KBSミュージックバンク」- 1位2冠（1月15日、22日、「Dream」）[28]
- 2016年「第1回 Asia Artist Awards」- ドラマ部門ベストスター賞[29]
- 2016年「SBS人気歌謡」- 1位トリプルクラウン（1月17日、24日、31日、「Dream」）[30]
- 2017年「第31回ゴールデンディスク賞」- 音源部門本賞「Dream」[31]
- 2017年「Annual Soompi Awards」- K-pop ベストコラボレーション賞「Dream」[32]

### 演技
- 2011年 第5回Mnet 20's Choice - ホットスター賞「ドリームハイ」
- 2011年 KBS演技大賞 - 女性新人賞「ドリーム・ハイ」
- 2011年 KBS演技大賞 - ベストカップル賞「ドリーム・ハイ」
- 2012年 第48回百想芸術大賞 - 映画部門 女性新人賞「建築学概論」
- 2012年 第6回Mnet 20's Choice - 女性20'sムービースター賞「建築学概論」
- 2012年 MTN放送広告フェスティバル - 女性CFモデル賞
- 2012年 第5回スタイルアイコンアワード - 本賞
- 2012年 第33回青龍映画賞 - 人気スター賞「建築学概論」
- 2012年 KBS芸能大賞 - ショー・娯楽MC部門新人賞「無敵の青春不敗2」
- 2012年 KBS演技大賞 - 女性人気賞「ビッグ〜愛は奇跡＜ミラクル＞〜」
- 2013年 第7回Mnet 20's Choice - 女性20'sドラマスター賞「九家の書〜千年に一度の恋〜」
- 2013年 第8回ソウルドラマアワード - 韓流ドラマ女性俳優賞「九家の書〜千年に一度の恋〜」
- 2013年 韓国広告主大会 - 広告主が選んだ良いモデル賞
- 2013年 MBC演技大賞 - ベストカップル賞「九家の書〜千年に一度の恋〜」
- 2013年 MBC演技大賞 - ミニシリーズ部門女性最優秀演技賞「九家の書〜千年に一度の恋〜」
- 2014年 2014・ウェイボの夜 - 今年の女神賞
- 2016年 第52回百想芸術大賞 - 映画部門女性人気賞「花、香る歌」
- 2016年 第52回百想芸術大賞 - InStyle賞
- 2016年 アジアアーティストアワード - ドラマ部門ベストスター賞「むやみに切なく」
- 2017年 アジアアーティストアワード - アジアスター賞「あなたが眠っている間に」
- 2017年 SBS演技大賞 - 水木ドラマ部門女性最優秀演技賞「あなたが眠っている間に」
- 2017年 SBS演技大賞 - ベストカっプル賞「あなたが眠っている間に」
- 2018年 第54回百想芸術大賞 - 女性人気賞「あなたが眠っている間に」
- 2018年 今年のブランド大賞 - 女性俳優
- 2018年 アジアアーティストアワード - アジアセレブリティー賞
- 2019年 SBS演技大賞 - ミニシリーズ部門 女性最優秀演技賞「Vagabond」
- 2019年 SBS演技大賞 - ベストカップル賞「Vagabond」
- 2020年 2021 大韓民国ファーストブランド大賞 - 女性部門